# Hocus-pocus
Hocus-pocus es una frase usada comúnmente en los países de habla inglesa como estereotipo de las palabras que emplearía un mago justo antes de realizar una transformación.
El término es usado en menor medida de forma peyorativa para describir las actividades humanas irracionales que aparentan depender de la magia.

## Historia
De las obras en inglés, la más antigua conocida de las que tratan sobre magia, o lo que en ese tiempo era conocido como prestidigitación (legerdemain), fue publicada anónimamente en 1635 con el título de Hocus Pocus Junior: The Anatomie of Legerdemain. 
Una investigación más profunda sugiere que "Hocus Pocus" era el nombre artístico de un mago muy conocido de la época. Éste pudo haber sido William Vincent, de quien consta que le fue otorgada una licencia para ejercer la magia en Inglaterra en 1619. Pero no se sabe si el libro es de su autoría.